# Diocesi di Gerapitna
La diocesi di Gerapitna o diocesi di Gerapetra (in latino: Dioecesis Hierapytnensis) è una sede soppressa e sede titolare della Chiesa cattolica.

## Storia
Gerapetra, corrispondente all'attuale città di Ierapetra nella prefettura di Lasithi, è un'antica sede vescovile di Creta, suffraganea dell'arcidiocesi di Gortina. La diocesi è documentata in alcune Notitiae Episcopatuum del patriarcato di Costantinopoli dal IX al XII secolo, ma con titolature diverse: la più antica Notitia riporta il nome di Hierapydna, mentre le successive hanno Hiera e Hierapetra.
Le fonti documentarie ci hanno trasmesso il nome di un solo vescovo di Gerapetra per il primo millennio, Eufronio, episcopus Hierapydnae, che nel 458 sottoscrisse la lettera dei vescovi di Creta all'imperatore Leone in seguito all'uccisione del patriarca alessandrino Proterio.
Dopo la conquista veneziana dell'isola (1212), le diocesi greche esistenti furono amministrate dai vescovi di rito latino e sottomesse al metropolita latino dell'arcidiocesi di Candia. Anche a Gerapetra fu istituito un vescovato di rito latino, i cui primi titolari sono documentati, senza indicazione del nome, in alcune lettere dei papi Onorio III (1216-1227) e Gregorio IX (1227-1241).
Tra i vescovi di Gerapetra si ricorda in particolare Paolo, che nel 1363 fu nominato arcivescovo di Corinto e nel 1379 circa ottenne il titolo di patriarca di Costantinopoli.
Papa Giulio II aveva disposto l'unione delle sedi di Gerapetra e di Chirone con l'arcidiocesi di Monembasia (in Grecia), ma l'unione non ebbe effetto per la morte del pontefice il 13 febbraio 1513; il successore papa Leone X in un primo momento revocò il provvedimento, ma in seguito (1º marzo 1514) confermò la decisione di Giulio II.
Sciolta l'unione con Monembasia, Gerapetra ebbe altri due vescovi, Ippolito Arrivabene e Nicola Bertoldi. Deceduto quest'ultimo, il 20 giugno 1571 papa Pio V dispose l'unione di Gerapetra con la diocesi di Setea, con la clausola però che come titolo si dovesse mantenere quello di Gerapetra. Nei fatti però questa clausola non fu sempre osservata e i vescovi trasferirono la loro sede a Setea, facendosi chiamare per lo più "vescovi di Setea" o di "Setea e Gerapetra".
Il primo vescovo delle sedi unite è Gaspare Viviani, che si preoccupò di restaurare l'antica cattedrale di Gerapetra. In questa, dedicata probabilmente ai Santi Giovanni e Spiridone, c'erano due altari, dove si alternavano nelle celebrazioni preti latini e preti greci. A Gerapetra è documentata anche l'esistenza di un convento di francescani.
Secondo un rapporto inviato a Roma, nel 1624 la città di Gerapetra era distrutta e c'era solamente una piccola chiesa, dedicata alla Vergine Assunta, dove veniva celebrata una messa nei giorni festivi. Un altro rapporto, redatto dell'arcivescovo di Candia dopo la visita pastorale alle due Chiese unite del 1610, riferisce che «le chiese di quei vescovadi [sono] tenute con così poca cura, che sino nei vasi sacri, dove si conserva il Santissimo Corpo di Christo, vi erano i vermi, le sacrestie spogliate et li sacerdoti latini con le meretrici et bastardi fatti da uno di essi batteggiare alla greca».
Con la conquista ottomana dell'isola, furono soppresse tutte le diocesi latine e ripristinate quelle greche; la diocesi esiste ancora oggi con il nome di "Metropolia di Ierapytna e Sitia".
Dal 1933 Gerapetra è annoverata fra le sedi vescovili titolari della Chiesa cattolica con il nome di Gerapitna; la sede finora non è mai stata assegnata.

## Cronotassi

### Vescovi greci
- Eufronio † (menzionato nel 458)

### Vescovi latini
- Anonimi † (documentati dal 1223 al 1240)
- Antonio, O.F.M. † (prima di settembre 1317 - 26 agosto 1323 nominato vescovo di Sorres)
- Tommaso, O.P. † (circa 1323 - 13 febbraio 1325 nominato vescovo di Canea)
- Gerardo, O.F.M. † (13 febbraio 1325 - ?)
- Paolo † (circa 1360 - 15 marzo 1363 nominato arcivescovo di Corinto)
- Domenico Giovanni, O.C. † (15 marzo 1363 - 13 marzo 1364 nominato vescovo di Muro Lucano)
- Giuliano Angeli, O.P. † (13 settembre 1364 - 6 aprile 1377 nominato vescovo di Chirone)
- Francesco Filippi da Ancona, O.F.M. † (6 aprile 1377 - ?)
- Francesco I †
- Giovanni Quirini[13], O.F.M. † (24 ottobre 1390 - ? deceduto)
- Francesco II †
- Giovanni Loredan[13] † (9 ottobre 1441 - dopo il 3 novembre 1474 dimesso)
- Gerolamo di Sornate † (17 marzo 1475 - dopo il 1485 deceduto)
  - Filippo †[14]
- Nicola Salina † (22 gennaio 1502 - dopo il 1508 deceduto)
  - Sede unita con Monembasia (1514-circa 1542)
- Ippolito Arrivabene † (20 dicembre 1542 - ? dimesso)
- Nicola Bertoldi † (14 luglio 1564 - 1571 deceduto)
  - Sede unita con Setea (1571-dopo il 1634)